# Tét

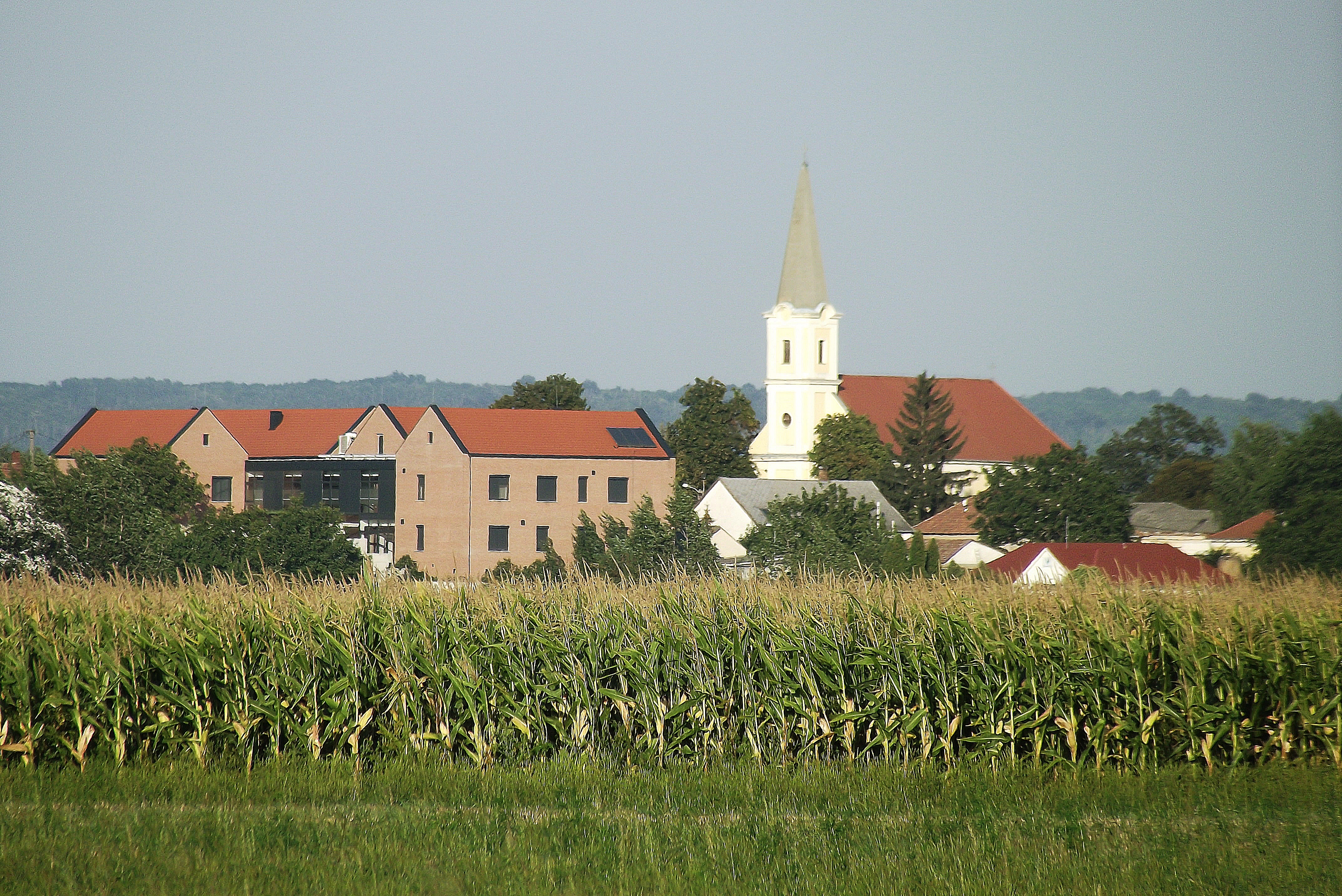
Tét, september 2015.

Tét är en stad i distriktet med samma namn i provinsen Győr-Moson-Sopron i nordvästra Ungern. Tét hade 4 169 invånare 1 januari 2019.